# アラン・ダーショウィッツ
アラン・モートン・ダーショウィッツ（Alan Morton Dershowitz、[ˈdɜːrʃəwɪts]、1938年9月1日 - ）は、アメリカ合衆国の弁護士、研究者。専門はアメリカ合衆国憲法とアメリカ合衆国刑法。
民主党員で過去の大統領選ではバラク・オバマやヒラリー・クリントン更にはジョー・バイデン支持だったが、政治的立場としてはリバタリアンでありバーニー・サンダースなどの左派には批判的である。弁護士としてはO・J・シンプソンやジュリアン・アサンジ、ジェフリー・エプスタインの弁護を担当、ドナルド・トランプ大統領への弾劾が持ち上がった際にはトランプ側の法律家チームに加わっている。
ジェフリー・エプスタインの弁護では、被害者の少女の学校や近所に私立探偵を送り込み、その名誉を傷つけるようなキャンペーンを展開した。